# روفوس براون
روفوس براون (بالإنجليزية: Rufus Brown)‏ هو لاعب كرة قدم أمريكية أمريكي، ولد في 18 يوليو 1980 في سان أنطونيو في الولايات المتحدة.